# Chengzhong, Liuzhou
Chengzhong är ett stadsdistrikt och säte för stadsfullmäktige i Liuzhou i den autonoma regionen Guangxi i sydligaste Kina.
Det ligger omkring 200 kilometer nordost om regionhuvudstaden Nanning.